# منطقه کلان‌شهری هامبورگ
منطقه کلان‌شهری هامبورگ (به آلمانی: Metropolregion Hamburg) یک منطقه کلان‌شهری در شمال کشور آلمان است. این منطقه کلان‌شهری ایالت هامبورگ و بخش هایی از ایالت های نیدرزاکسن، شلسویگ-هولشتاین و مکلنبورگ-فورپومرن را در بر می گیرد و ۵٬۱۰۰٬۰۰۰ تن جمعیت دارد.